# فرانک کلیفورد
فرانک کلیفورد (آلمانی: Frank Clifford؛ ‏ ۱۳ ژوئیهٔ ۱۸۹۸ – ۲۵ آوریل ۱۹۷۸) تهیه‌کننده فیلم، نویسنده و کارگردان فیلم اهل آلمان بود.
از فیلم‌هایی که وی در آن‌ها نقش داشته‌است، می‌توان به زیر بام‌های پاریس، میلیون، آزادی از آن ماست و بر رنگین‌کمان می‌رقصیم اشاره نمود.